# Slaget vid Bornholm (1535)
För andra betydelser, se Slaget vid Bornholm.
Slaget vid Bornholm den 9 juni 1535, kallas det sjöslag då en svensk-dansk-preussisk flotta angrep och besegrade den lybska flottan. Slaget bröt Lübecks marina herravälde.
Sammandrabbningen var en av många strider under det danska inbördeskriget grevefejden. Måns Svensson Some var amiral över den flotta, som Gustav Vasa sände Kristian III, till bistånd i striden mot Lübeck och dess förbundna danska delar. Amiralsskeppet, hette ”Stora Kravelen”. I maj 1535 förenade sig de elva svenska fartygen med de preussiska och danska. Vid Bornholm den 9 juni angrep fartygen den lybska flottan som måste ta till flykten. Veckan därpå instängde och konfiskerade den förenade flottan tio lybska skepp i Svendborgs sund (Fyn).  Därefter gick den förenade flottan till Öresund och inneslöt Malmö, Köpenhamn och Landskrona. Den svenska flottan hade därmed varit med och brutit lybeckarnas övervälde till sjöss.
Deltagande fartyg:
- Stora Kravelen, Sverige
- Mickel, Lübeck
- Samson, Danmark
- Sundska Holken, Danmark